# 王静霞 (足球运动员)
王静霞（1976年11月11日—），女，中国足球运动员，中国国家女子足球队成员。曾代表中国参加1999年国际足联女子世界杯。